# Drag Race Sverige
Drag Race Sverige è un programma televisivo svedese di genere reality, in onda su SVT a partire dal 2023.
Il programma è basato sul format del programma statunitense RuPaul's Drag Race. Come nella versione originale, le concorrenti devono mostrare le loro doti d'intrattenitrici cimentandosi in varie sfide. Ogni settimana le loro performance vengono valutate da vari giudici: tra essi quelli fissi sono la drag queen nonché presentatrice Robert Fux, Kayo Shekoni, Farao Groth, mentre i giudici ospiti variano ogni settimana. Al termine dell'episodio una concorrente viene eliminata; tra le ultime rimaste verrà scelta e incoronata Sverige's Next Drag Superstar, che riceverà una serie di premi.

## Format
Il casting viene annunciato online e chi vuole partecipare al programma deve mandare un provino formato video. Per poter prendere parte al programma è necessario avere 18 o più anni. Le persone transgender possono partecipare al programma e, nel corso delle stagioni classiche, alcune concorrenti hanno dichiarato apertamente il loro stato di transgender.

### Puntate
Ogni puntata si divide, generalmente, in tre fasi:
- La mini sfida: in ogni mini sfida alle concorrenti viene chiesto di svolgere una gara con caratteristiche e tempi differenti.
- La sfida principale: in ogni sfida principale alle concorrenti viene chiesto di svolgere una prova, generalmente sono gare individuali. La vincitrice della sfida riceve un premio, che consiste in vestiti, gioielli, cosmetici e altro ancora.
- L'eliminazione: tutte le concorrenti vengono chiamate davanti ai giudici. In questa fase le varie concorrenti vengono giudicate. La migliore della puntata viene dichiarata vincitrice ricevendo un premio. Le ultimi due invece devono sfidarsi esibendosi in playback con una canzone assegnata all'inizio di ogni puntata. La peggiore verrà eliminata dalla competizione con la famosa frase pronunciata  "Sashay away" e lascia un messaggio scritto con il rossetto sullo specchio della sala dove si svolgono le riprese; la vincitrice, al contrario, viene celebrata con la frase "Shantay you stay", e può continuare la competizione.

## Giudici
I giudici danno la loro valutazione sui vari concorrenti, esprimendo le loro opinioni circa ciò che accade sul palcoscenico principale. 

### Giudici fissi
| Giudice      | Edizioni |
| Giudice      | 1        |
| ------------ | -------- |
| Robert Fux   | Fisso    |
| Kayo Shekoni | Fisso    |
| Farao Groth  | Fisso    |

- Robert Fux (edizione 1), attore teatrale e drag queen svedese, ha debuttato come attore teatrale nel 2011 esibendosi all'interno del Teatro comunale di Stoccolma come parte della compagnia Sergels Torg. Nel 2019 ha fatto il suo debutto da drag queen dove ha si è occupato di un'esposizione a tema drag presso il Museo nazionale di Stoccolma.[3][4]
- Kayo Shekoni (edizione 1), cantante e presentatrice svedese, ha debuttato come cantante come membro di diversi gruppi musicali svedesi. Ha raggiunto la notorietà internazionale dopo aver rappresentato la Svezia all'Eurovision Song Contest 2002, come parte delle Afro-dite.[4]
- Farao Groth (edizione 1), presentatore televisivo e radiofonico svedese, ha debuttato come speaker per l'emittente radio NRJ. Successivamente ha presentato alcuni programmi su SVT come Idols Extra e Skellefteå Sportsgala. Dal 2017 presenta il podcast Viktor och Faraos Podcast, insieme all'attore Viktor Norén.[4]

### Untucked
Dopo ogni puntata di Drag Race Sverige viene seguito un episodio di Untucked nel quale vengono mostrate scene inedite della competizione e il backstage del programma.

## Premi
Anche in questa versione del programma, la vincitrice riceve dei premi. I premi in palio per la prima edizione sono:
- 100000 kr
- Prendere parte come artista principale all'Allsång på Skansen
- Una corona e uno scettro di Fierce Drag Jewels

## Edizioni
| Edizione | Concorrenti | Episodi | Prima TV Svezia | Prima TV Italia | Vincitrice          | Miss Simpatia |
| -------- | ----------- | ------- | --------------- | --------------- | ------------------- | ------------- |
| 1ª       | 9           | 8       | 2023            | inedita         | Admira Thunderpussy |               |

### Prima edizione
La prima edizione di Drag Race Sverige andrà in onda in Svezia dal 5 marzo 2023 sull'emittente televisiva SVT. Il cast viene annunciato il 6 febbraio 2023. Nove drag queen, provenienti da diverse parti della Svezia, si sfidano per entrare nella Drag Race Hall of Fame.

## Concorrenti
Le concorrenti che prendono parte al programma nella prima edizione sono (in ordine di eliminazione):
| Edizioni | Vincitrice          | Finaliste | 3°          | 4°       | 5°                | 6°                 | 7°         | 8°     | 9°                  |
| -------- | ------------------- | --------- | ----------- | -------- | ----------------- | ------------------ | ---------- | ------ | ------------------- |
| 1ª       | Admira Thunderpussy | Fontana   | Vanity Vain | Elecktra | Antonina Nutshell | Santana SexMachine | Imaa Queen | Endigo | Almighty Aphroditey |

Legenda:
     La concorrente è stata nominata Miss Simpatia
     La concorrente è stata eliminata precedentemente dalla competizione, è tornata e ha continuato nella competizione.

## Musiche
Quasi tutte le canzoni utilizzate nelle varie edizioni provengono dagli album di RuPaul, fanno eccezione le canzoni utilizzate per il playback alla fine delle puntate.

### Palcoscenico principale
Le canzoni utilizzate durante la presentazione degli outfit dei concorrenti sono state:
- A Little Bit of Love da Remember Me: Essential, Vol. 1 (1ª edizione)
- Glamazon tratto da Glamazon (1ª edizione)
- Sissy That Walk tratto da Born Naked (1ª edizione)

### Altre musiche
Nel corso del programma sono stati rilasciati vari singoli promozionali:
- Every Queen - Robert Fux e Kayo (1ª edizione)
- E' de' det här du kallar kärlek – The Powder Puffs Remix - Elecktra, Fontana e Vanity Vain (1ª edizione)
- Högt över havet – Arja's Angels Remix - Admira Thunderpussy, Antonina Nutshell e Santana SexMachine (1ª edizione)
- Every Queen - Remix - Admira Thunderpussy, Fontana e Vanity Vain (1ª edizione)